# Liste des plus hautes structures du monde

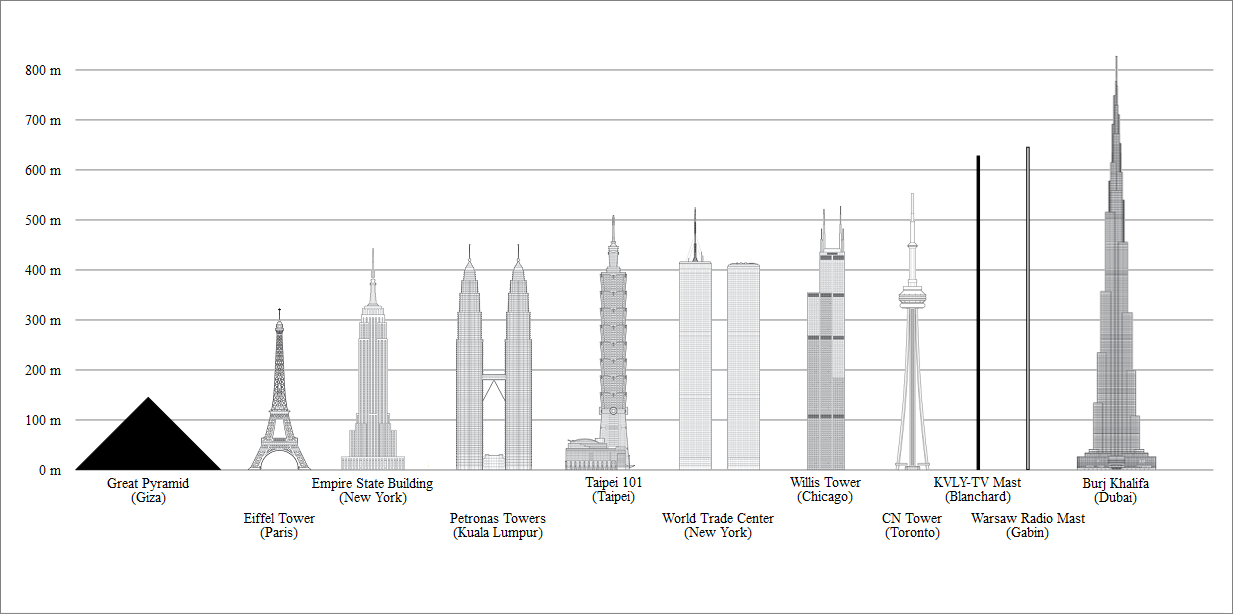
Comparatif de quelques-unes des plus grandes structures du monde, de gauche à droite : la grande pyramide de Gizeh (137 m, 2560 av. J.-C.), la tour Eiffel (324 m hors antenne, 1889), l'Empire State Building (381 m hors antenne, 1931), les tours Petronas (410 m hors flèches, 1998), Taipei 101 (449 m hors flèche, 2004), le World Trade Center (417 m hors antenne, 1973), la Willis Tower (442 m hors antennes, 1973), la tour CN (553 m, 1976), le mât de KVLY-TV (598 m hors antenne, 1963), la Tokyo Skytree (635 m, 2012), la tour de transmission de Radio Varsovie (646 m, 1974) et Burj Khalifa (828 m, 2009).

La liste des plus hautes structures du monde recense les plus hautes structures passées, présentes et en construction réalisées par l'humanité.
La plus grande construction du monde est la tour de Burj Khalifa de Dubaï, un gratte-ciel faisant 829,8 mètres (m) de haut. Elle a acquis officiellement ce titre lors de son inauguration le 4 janvier 2010, bien qu'elle ait atteint cette hauteur dès le 17 janvier 2009. Elle a dépassé le mât de KVLY-TV du Dakota du Nord (États-Unis) le 7 avril 2008, puis la tour de transmission de Radio Varsovie et la tour du CN en septembre,,. L'édifice possède également la plateforme d'observation publique (en), située à une hauteur de 555 m.
La deuxième plus grande structure autoportante est la plateforme Petronius, s'élevant à 610 m au-dessus de la lithosphère océanique. Cependant, les définitions ne convergent pas concernant la validité de l'espace situé sous-l'eau. Les plateformes à ancrage tendu ne sont pas incluses dans la liste.
Afin de maintenir une longueur raisonnable de la liste, seules les structures de 500 mètres et plus y sont recensées. Les structures variant entre 300 et 500 mètres sont listées sur liste des plus grandes structures du monde (300 à 400 mètres) (en) et liste des plus grandes structures du monde (400 à 500 mètres) (en). Les structures détruites sont indiquées en gris, alors que les mâts et pylônes sont indiqués en bleu. Les structures en construction sont incluses lorsque leur hauteur dépasse 500 mètres.
Certaines structures n'apparaissent pas, telles le système de navigation russe Alpha (en)ou les plates-formes pétrolières Benguela-Belize et Bullwinkle.

## Plus de 600 mètres
| Nom                                         | Hauteur                    | Année     | Type                | Utilisation                                                 | Pays                | Ville                             | Remarques                                                                            | Coordonnées                         |
| ------------------------------------------- | -------------------------- | --------- | ------------------- | ----------------------------------------------------------- | ------------------- | --------------------------------- | ------------------------------------------------------------------------------------ | ----------------------------------- |
| Burj Khalifa                                | 829,8 m                    | 2010      | Gratte-ciel         | bureaux, hôtel, résidentiel                                 | Émirats arabes unis | Dubaï                             |                                                                                      | 25° 11′ 50″ N, 55° 16′ 26,6″ E      |
| Merdeka 118                                 | 678,9 m                    | 2023      | Gratte-ciel         | bureaux, hôtel                                              | Malaisie            | Kuala Lumpur                      |                                                                                      | 3° 08′ 29,7″ N, 101° 42′ 02,5″ E    |
| Tour de transmission de Radio Varsovie      | 646,38 m                   | 1972-1974 | Pylône              | transmissions radio basses-fréquences                       | Pologne             | Gąbin                             | Achevée en 1974, détruite le 8 août 1991.                                            | 52° 22′ 03,74″ N, 19° 48′ 08,73″ E  |
| Tokyo Skytree                               | 634 m                      | 2011      | tour autoportante   | observation, transmission radio hautes et basses fréquences | Japon               | Tokyo                             |                                                                                      | 35° 42′ 36,5″ N, 139° 48′ 39″ E     |
| Tour Shanghai                               | 632,0 m                    | 2013      | Gratte-ciel         | résidentiel, observation                                    | Chine               | Shanghai                          | En construction, a atteint sa hauteur actuelle en août 2013.                         | 31° 14′ 07,8″ N, 121° 30′ 03,6″ E   |
| Mât de KVLY-TV                              | 628,8 m                    | 1963      | Pylône              | Transmission radio hautes et basses fréquences              | États-Unis          | Blanchard (Dakota du Nord)        |                                                                                      | 47° 20′ 31,85″ N, 97° 17′ 21,13″ O  |
| Mât de KXJB-TV (en)                         | 627,8 m                    | 1998      | Pylône              | transmission hautes et basses fréquences                    | États-Unis          | Galesburg (Dakota du Nord)        | Reconstruit après des effondrements le 14 février 1968 et le 6 avril 1997.           | 47° 16′ 45″ N, 97° 20′ 27″ O        |
| Mât KXTV/KOVR                               | 624,5 m                    | 2000      | Pylône              | transmission hautes et basses fréquences                    | États-Unis          | Walnut Grove (Californie)         |                                                                                      | 38° 14′ 23,2″ N, 121° 30′ 05,7″ O   |
| Petronius                                   | 610 m                      | 2000      | plateforme offshore | Extraction pétrolière                                       | États-Unis          | Golfe du Mexique                  | Située à environ 210 km au sud-est de la Nouvelle-Orléans                            | 29° 06′ 30″ N, 87° 56′ 30″ O        |
| Pylône de KATV (en)                         | 609,6 m                    | 1965      | Pylône              | transmission de hautes et basses fréquences                 | États-Unis          | Redfield (Arkansas)               | S'est effondré le 11 janvier 2008.                                                   | 34° 28′ 24″ N, 92° 12′ 11″ O        |
| Pylône de KCAU-TV                           | 609,6 m                    | 1965      | Pylône              | transmission de hautes et basses fréquences                 | États-Unis          | Sioux City (Iowa)                 | [ 6 ]                                                                                | 42° 35′ 11″ N, 96° 13′ 57″ O        |
| Pylône de WECT (en)                         | 609,6 m                    | 1969      | Pylône              | transmission de hautes et basses fréquences                 | États-Unis          | Colly Township (Caroline du Nord) | Démoli le 20 septembre 2012.                                                         | 34° 34′ 44″ N, 78° 26′ 12″ O        |
| Pylône d'Alleman                            | 609,6 m                    | 1972      | Pylône              | VHF-TV, FM radio transmission                               | États-Unis          | Alleman (Iowa)                    |                                                                                      | 41° 48′ 33″ N, 93° 36′ 53″ O        |
| Pylône de KCCI (en)                         | 609,6 m                    | 1974      | Pylône              | transmission de hautes et basses fréquences                 | États-Unis          | Alleman (Iowa)                    |                                                                                      | 41° 48′ 35″ N, 93° 37′ 17″ O        |
| Diversified Communications Tower (en)       | 609,6 m                    | 1981      | Pylône              | transmission de hautes et basses fréquences                 | États-Unis          | Floyd Dale (Caroline du Sud)      |                                                                                      | 34° 22′ 03″ N, 79° 19′ 48″ O        |
| Pylône de AFLAC (en)                        | 609,6 m                    | 1984      | Pylône              | transmission de hautes et basses fréquences                 | États-Unis          | Rowley (Iowa)                     |                                                                                      | 42° 24′ 02″ N, 91° 50′ 37″ O        |
| Pylône de WBTV (en)                         | 609,6 m                    | 1984      | Pylône              | transmission de hautes et basses fréquences                 | États-Unis          | Dallas (Caroline du Nord)         |                                                                                      | 35° 21′ 51″ N, 81° 11′ 12″ O        |
| Pylône de KTVO                              | 609,6 m                    | N/A       | Pylône              | transmission de hautes et basses fréquences                 | États-Unis          | Missouri                          | Effondré le 2 juin 1988.                                                             | 40° 31′ 47″ N, 92° 26′ 29″ O        |
| Pylône de Hearst-Argyle (en)                | 609,6 m                    | 1985      | Pylône              | transmission de hautes et basses fréquences                 | États-Unis          | Walnut Grove (Californie)         |                                                                                      | 38° 15′ 52,1″ N, 121° 29′ 25,5″ O   |
| Pylône de WTTO (en)                         | 609,6 m                    | 1986      | Pylône              | transmission de hautes et basses fréquences                 | États-Unis          | Windham Springs (Alabama)         |                                                                                      | 33° 28′ 51″ N, 87° 24′ 03″ O        |
| Pylône de WCSC (en)                         | 609,6 m                    | 1986      | Pylône              | transmission de hautes et basses fréquences                 | États-Unis          | Awendaw (Caroline du Sud)         |                                                                                      | 32° 55′ 29″ N, 79° 41′ 57″ O        |
| Pylône de KTVE (en)                         | 609,6 m                    | 1987      | Pylône              | transmission de hautes et basses fréquences                 | États-Unis          | Bolding (Arkansas)                | Également connu sous le nom de SpectraSite Tower Bolding.                            | 33° 04′ 41″ N, 92° 13′ 41″ O        |
| Pylône de WCTV (en)                         | 609,6 m                    | 1987      | Pylône              | transmission de hautes et basses fréquences                 | États-Unis          | Metcalf (Géorgie)                 |                                                                                      | 30° 40′ 14″ N, 83° 56′ 26″ O        |
| Pylônes de WRAL (en)                        | 609,6 m (original 609.3 m) | 1991      | Pylône              | transmission de hautes et basses fréquences                 | États-Unis          | Auburn (Caroline du Nord)         | Reconstruction de 2 mâts qui se sont effondrés en décembre 1989.                     | 35° 40′ 35,1″ N, 78° 32′ 07,2″ O    |
| Pylône de TV Alabama (en)                   | 609,6 m                    | 1996      | Pylône              | transmission de hautes et basses fréquences                 | États-Unis          | Windham Springs (Alabama)         |                                                                                      | 33° 28′ 48″ N, 87° 25′ 50″ O        |
| Pylône de KDLT (en)                         | 609,6 m                    | 1998      | Pylône              | transmission de hautes et basses fréquences                 | États-Unis          | Rowena (Dakota du Sud)            |                                                                                      | 43° 30′ 18″ N, 96° 33′ 23″ O        |
| Pylône de KMOS (en)                         | 609,6 m                    | 2002      | Pylône              | transmission de hautes et basses fréquences                 | États-Unis          | Syracuse (Missouri)               | Également connu sous le nom de Rohn Tower.                                           | 38° 37′ 36″ N, 92° 52′ 04″ O        |
| Winnie Cumulus Broadcasting Tower (en)      | 609,6 m                    | 2005      | Pylône              | transmission de hautes et basses fréquences                 | États-Unis          | Winnie (Texas)                    | [ 9 ]                                                                                | 29° 56′ 09,8″ N, 94° 30′ 39,4″ O    |
| Liberman Broadcasting Tower Era (en)        | 609,6 m                    | 2006      | Pylône              | transmission de hautes et basses fréquences                 | États-Unis          | Era (Texas)                       |                                                                                      | 33° 29′ 05,5″ N, 97° 24′ 44,8″ O    |
| Pylône de WEAU (en)                         | 609,6 m                    | 2012      | Pylône              | transmission de hautes et basses fréquences                 | États-Unis          | Fairchild (Wisconsin)             | Construit en 1966, effondré le 22 mars 2011, reconstruit à partir du 4 janvier 2012. | 44° 39′ 50″ N, 90° 57′ 41″ O        |
| Perry Broadcasting Tower                    | 609,5 m                    | 2004      | Pylône              | transmission de hautes et basses fréquences                 | États-Unis          | Alfalfa (Oklahoma)                |                                                                                      | 35° 15′ 03,8″ N, 98° 36′ 53,8″ O    |
| Pylône de KY3                               | 609,4 m                    | 2000      | Pylône              | transmission de hautes et basses fréquences                 | États-Unis          | Fordland (Missouri)               |                                                                                      | 37° 10′ 26″ N, 92° 56′ 28,1″ O      |
| SpectraSite Tower Thomasville               | 609,4 m                    | 2002      | Pylône              | transmission de hautes et basses fréquences                 | États-Unis          | Thomasville (Géorgie)             |                                                                                      | 30° 40′ 50,3″ N, 83° 58′ 20,6″ O    |
| Pegasus Broadcasting Tower                  | 609,4 m                    | ?         | Pylône              | transmission de hautes et basses fréquences                 | États-Unis          | Metcalf (Géorgie)                 |                                                                                      | 30° 40′ 52″ N, 83° 58′ 21″ O        |
| Pylône de KLDE                              | 609,3 m                    | 1986      | Pylône              | transmission de hautes et basses fréquences                 | États-Unis          | Liverpool (Texas)                 | Également connu sous le nom de Clear Channel Broadcasting Tower, TX.                 | 29° 17′ 17″ N, 95° 13′ 54″ O        |
| Pylône de WCKW/KSTE                         | 609,3 m                    | 1988      | Pylône              | transmission de hautes et basses fréquences                 | États-Unis          | Vacherie (Louisiane)              | Également connu sous le nom de Clear Channel Broadcasting Tower, LA.                 | 29° 57′ 11″ N, 90° 43′ 26″ O        |
| American Towers Tower Elkhart               | 609,3 m                    | 2001      | Pylône              | transmission de hautes et basses fréquences                 | États-Unis          | Elkhart (Iowa)                    |                                                                                      | 41° 49′ 48″ N, 93° 36′ 54,6″ O      |
| Salem Radio Properties Tower                | 609,3 m                    | 2002      | Pylône              | transmission de hautes et basses fréquences                 | États-Unis          | Collinsville (Texas)              |                                                                                      | 33° 32′ 08,4″ N, 96° 49′ 55″ O      |
| Stowell Cumulus Broadcasting Tower          | 609,3 m                    | ?         | Pylône              | transmission de hautes et basses fréquences                 | États-Unis          | Stowell (Texas)                   |                                                                                      | 29° 41′ 52,5″ N, 94° 24′ 09,3″ O    |
| Pylône de WLBT                              | 609 m                      | 1999      | Pylône              | transmission de hautes et basses fréquences                 | États-Unis          | Raymond (Mississippi)             |                                                                                      | 32° 12′ 49,9″ N, 90° 22′ 56,5″ O    |
| Pylône de KYTV 2                            | 608,4 m                    | 1973      | Pylône              | transmission de hautes et basses fréquences                 | États-Unis          | Marshfield (Missouri)             | Également connu sous le nom de American Tower Management.                            | 37° 13′ 09,4″ N, 92° 56′ 57,4″ O    |
| SpectraSite Tower Raymond                   | 608,4 m                    | ?         | Pylône              | transmission de hautes et basses fréquences                 | États-Unis          | Raymond (Mississippi)             |                                                                                      | 32° 12′ 11,9″ N, 90° 23′ 34,8″ O    |
| Hoyt Radio Tower (en)                       | 608,38 m                   | 2003      | Pylône              | transmission de hautes et basses fréquences                 | États-Unis          | Hoyt (Colorado)                   |                                                                                      | 39° 55′ 21,8″ N, 103° 58′ 20,2″ O   |
| Service Broadcasting Tower Decatur          | 608,1 m                    | 2000      | Pylône              | transmission de hautes et basses fréquences                 | États-Unis          | Decatur (Texas)                   |                                                                                      | 33° 23′ 12″ N, 97° 33′ 58″ O        |
| Pylône de WTVD                              | 607,8 m                    | 1978      | Pylône              | transmission de hautes et basses fréquences                 | États-Unis          | Auburn (Caroline du Nord)         |                                                                                      | 35° 40′ 06″ N, 78° 31′ 58″ O        |
| Pylône de Channel 40                        | 607,8 m                    | 1985      | Pylône              | transmission de hautes et basses fréquences                 | États-Unis          | Walnut Grove (Californie)         |                                                                                      | 38° 16′ 21,4″ N, 121° 30′ 21,6″ O   |
| Liberman Broadcasting Tower Devers          | 607,7 m                    | 2006      | Pylône              | transmission de hautes et basses fréquences                 | États-Unis          | Devers (Texas)                    |                                                                                      | 30° 01′ 02,2″ N, 94° 32′ 47,9″ O    |
| Pylône de KHYS                              | 607,2 m                    | 1997      | Pylône              | transmission de hautes et basses fréquences                 | États-Unis          | Devers (Texas)                    | Démonté.                                                                             | 30° 03′ 07″ N, 94° 31′ 39″ O        |
| Clear Channel Broadcasting Tower Devers     | 607 m                      | 1988      | Pylône              | transmission de hautes et basses fréquences                 | États-Unis          | Devers (Texas)                    |                                                                                      | 30° 03′ 06″ N, 94° 31′ 38″ O        |
| Media General Tower                         | 607 m                      | 1987      | Pylône              | transmission de hautes et basses fréquences                 | États-Unis          | Awendaw (Caroline du Sud)         |                                                                                      | 32° 56′ 25″ N, 79° 41′ 44″ O        |
| Eastern North Carolina Broadcasting Tower   | 606,2 m                    | 1980      | Pylône              | transmission de hautes et basses fréquences                 | États-Unis          | Trenton (Caroline du Nord)        |                                                                                      | 35° 06′ 16″ N, 77° 20′ 11″ O        |
| Pylône de WNCN (en)                         | 606,2 m                    | 2000      | Pylône              | transmission de hautes et basses fréquences                 | États-Unis          | Garner (Caroline du Nord)         |                                                                                      | 35° 40′ 29″ N, 78° 31′ 39″ O        |
| Pylône de KELO TV (en)                      | 605 m                      | 1974      | Pylône              | transmission de hautes et basses fréquences                 | États-Unis          | Rowena (Dakota du Sud)            |                                                                                      | 43° 31′ 07″ N, 96° 32′ 06″ O        |
| Pylône de WITN                              | 605 m                      | 1979      | Pylône              | transmission de hautes et basses fréquences                 | États-Unis          | Grifton (Caroline du Nord)        | Également connu sous le nom de Gray Television Tower.                                | 35° 21′ 56″ N, 77° 23′ 37″ O        |
| Noe Corp Tower                              | 604,7 m                    | 1998      | Pylône              | transmission de hautes et basses fréquences                 | États-Unis          | Columbia (Louisiane)              |                                                                                      | 32° 11′ 51″ N, 92° 04′ 14″ O        |
| Pappas Telecasting Tower                    | 603,6 m                    | 2000      | Pylône              | transmission de hautes et basses fréquences                 | États-Unis          | Plymouth County (Iowa)            |                                                                                      | 42° 35′ 12″ N, 96° 13′ 19″ O        |
| Pylône de KHOU                              | 602 m                      | 1992      | Pylône              | transmission de hautes et basses fréquences                 | États-Unis          | Missouri City (Texas)             |                                                                                      | 29° 33′ 41″ N, 95° 30′ 05″ O        |
| Richland Towers Tower Missouri City         | 601,3 m                    | 2001      | Pylône              | transmission de hautes et basses fréquences                 | États-Unis          | Missouri City (Texas)             |                                                                                      | 29° 34′ 16″ N, 95° 30′ 38″ O        |
| Pylône de KSWB                              | 601 m                      | 1984      | Pylône              | transmission de hautes et basses fréquences                 | États-Unis          | San Diego (Californie)            |                                                                                      | 32° 41′ 47″ N, 116° 56′ 10″ O       |
| Abraj Al Bait Towers                        | 601 m                      | 1972      | tour horloge        | hôtellerie, résidentiel                                     | Arabie saoudite     | La Mecque                         |                                                                                      | 21° 25′ 08″ N, 39° 49′ 35″ E        |
| Senior Road Tower (en)                      | 600,7 m                    | 1983      | Pylône              | transmission de hautes et basses fréquences                 | États-Unis          | Missouri City (Texas)             |                                                                                      | 29° 34′ 35″ N, 95° 30′ 37″ O        |
| Pylône de KTRK-TV                           | 600,5 m                    | 1982      | Pylône              | transmission de hautes et basses fréquences                 | États-Unis          | Missouri City (Texas)             |                                                                                      | 29° 34′ 28″ N, 95° 29′ 38″ O        |
| Houston Tower Joint Venture Tower           | 600,5 m                    | 1985      | Pylône              | transmission de hautes et basses fréquences                 | États-Unis          | Missouri City (Texas)             |                                                                                      | 29° 34′ 07″ N, 95° 29′ 58″ O        |
| American Towers Tower Missouri City         | 600,5 m                    | 2000      | Pylône              | transmission de hautes et basses fréquences                 | États-Unis          | Missouri City (Texas)             |                                                                                      | 29° 33′ 45,1″ N, 95° 30′ 35,7″ O    |
| Pylône de Fox-TV                            | 600,4 m                    | 1982      | Pylône              | transmission de hautes et basses fréquences                 | États-Unis          | Missouri City (Texas)             |                                                                                      | 29° 34′ 29″ N, 95° 29′ 38″ O        |
| Mississippi Telecasting Tower               | 600 m                      | 1982      | Pylône              | transmission de hautes et basses fréquences                 | États-Unis          | Inverness (Mississippi)           |                                                                                      | 33° 22′ 23″ N, 90° 32′ 25″ O        |
| Pylône de WCNC-TV                           | 600 m                      | 1992      | Pylône              | transmission de hautes et basses fréquences                 | États-Unis          | Dallas (Caroline du Nord)         |                                                                                      | 35° 20′ 49,4″ N, 81° 10′ 14,2″ O    |
| Capstar Radio Tower                         | 600 m                      | 2001      | Pylône              | transmission de hautes et basses fréquences                 | États-Unis          | Middlesex (Caroline du Nord)      |                                                                                      | 35° 49′ 54″ N, 78° 08′ 49″ O        |
| Tour de télévision et de tourisme de Canton | 600 m                      | 2009      | tour en béton       | observation, transmission de hautes et basses fréquences    | Chine               | Guangzhou                         |                                                                                      | 23° 06′ 32,55″ N, 113° 19′ 09,29″ E |
| Pylône de WPDE-TV                           | 600 m                      | 1980      | Pylône              | transmission de hautes et basses fréquences                 | États-Unis          | Dillon (Caroline du Sud)          |                                                                                      | 34° 21′ 53″ N, 79° 19′ 49″ O        |

## Entre 550 et 600 mètres
| Nom                                                      | Hauteur                 | Année | Type                | Utilisation                                                 | Pays       | Ville                          | Remarques                                          | Coordonnées                        |
| -------------------------------------------------------- | ----------------------- | ----- | ------------------- | ----------------------------------------------------------- | ---------- | ------------------------------ | -------------------------------------------------- | ---------------------------------- |
| Pylône de KDUH (en)                                      | 599 m                   | 1969  | Pylône              | transmission hautes et basses fréquences                    | États-Unis | Hemingford (Nebraska)          | Effondré le 24 septembre 2003.                     | 42° 10′ 21″ N, 103° 13′ 59″ O      |
| American Towers Tower Liverpool                          | 598,3 m                 | 1992  | Pylône              | transmission hautes et basses fréquences                    | États-Unis | Liverpool (Texas)              |                                                    | 29° 17′ 56,8″ N, 95° 14′ 12,1″ O   |
| Media General Tower Dillon                               | 598 m                   | 2001  | Pylône              | transmission hautes et basses fréquences                    | États-Unis | Dillon (Caroline du Sud)       |                                                    | 34° 22′ 05″ N, 79° 19′ 20″ O       |
| Duffy-Shamrock Joint Venture Tower                       | 597,4 m                 | 1990  | Pylône              | transmission hautes et basses fréquences                    | États-Unis | Bertram (Texas)                |                                                    | 30° 43′ 34,7″ N, 97° 59′ 24,1″ O   |
| AMFM Tower Collinsville                                  | 597,4 m                 | 2002  | Pylône              | transmission hautes et basses fréquences                    | États-Unis | Collinsville (Texas)           |                                                    | 33° 33′ 37″ N, 96° 57′ 35″ O       |
| Pylône de KOLR/KOZK                                      | 597,3 m (orig. 609.6 m) | 1971  | Pylône              | transmission hautes et basses fréquences                    | États-Unis | Fordland (Missouri)            | Également connu sous le nom de KYTV Tower 1.       | 37° 10′ 11″ N, 92° 56′ 31″ O       |
| Cosmos Broadcasting Tower Winnabow                       | 595,6 m                 | 1981  | Pylône              | transmission hautes et basses fréquences                    | États-Unis | Winnabow (Caroline du Nord)    |                                                    | 34° 07′ 54″ N, 78° 11′ 16″ O       |
| Spectra Site Communications Tower Robertsdale            | 592,6 m                 | 2001  | Pylône              | transmission hautes et basses fréquences                    | États-Unis | Robertsdale (Alabama)          |                                                    | 30° 36′ 41″ N, 87° 36′ 26,4″ O     |
| CBC Real Estate Co. Inc Tower                            | 592,4 m                 | 1985  | Pylône              | transmission hautes et basses fréquences                    | États-Unis | Dallas (Caroline du Nord)      |                                                    | 35° 21′ 44,5″ N, 81° 09′ 18,3″ O   |
| Cosmos Broadcasting Tower Grady                          | 589,8 m                 | 1977  | Pylône              | transmission hautes et basses fréquences                    | États-Unis | Grady (Alabama)                |                                                    | 31° 58′ 29″ N, 86° 09′ 44″ O       |
| American Towers Tower Columbia                           | 587,9 m                 | 1986  | Pylône              | transmission hautes et basses fréquences                    | États-Unis | Columbia (Louisiane)           |                                                    | 32° 05′ 42,6″ N, 92° 10′ 34,3″ O   |
| Sonsinger Management Tower                               | 587,6 m                 | 1988  | Pylône              | transmission hautes et basses fréquences                    | États-Unis | Splendora (Texas)              | Également connu sous le nom de KKHT Radio Mast.    | 30° 13′ 54″ N, 95° 07′ 27″ O       |
| Cedar Rapids TV Tower                                    | 587,3 m                 | 1974  | Pylône              | transmission hautes et basses fréquences                    | États-Unis | Walker City (Iowa)             |                                                    | 42° 18′ 59″ N, 91° 51′ 31″ O       |
| Channel 6 Tower Eddy                                     | 586,4 m                 | 1981  | Pylône              | transmission hautes et basses fréquences                    | États-Unis | Eddy (Texas)                   |                                                    | 31° 16′ 25″ N, 97° 13′ 15″ O       |
| Entravision Texas Tower                                  | 585,2 m                 | 1998  | Pylône              | transmission hautes et basses fréquences                    | États-Unis | Greenwood (Texas)              |                                                    | 33° 26′ 13″ N, 97° 29′ 06″ O       |
| Multimedia Associates Tower                              | 584 m                   | 1999  | Pylône              | transmission hautes et basses fréquences                    | États-Unis | Rio Grande City (Texas)        |                                                    | 26° 31′ 02″ N, 98° 39′ 08″ O       |
| American Towers Tower Randleman (en)                     | 583,4 m                 | 2004  | Pylône              | transmission hautes et basses fréquences                    | États-Unis | Randleman (Caroline du Nord)   |                                                    | 35° 52′ 13,5″ N, 79° 50′ 24″ O     |
| Pylône de KTUL à Coweta (en)                             | 581,8 m                 | 1988  | Pylône              | transmission hautes et basses fréquences                    | États-Unis | Coweta (Oklahoma)              |                                                    | 35° 58′ 08″ N, 95° 36′ 56″ O       |
| American Towers Tower Robertsdale                        | 579,9 m                 | 2004  | Pylône              | transmission hautes et basses fréquences                    | États-Unis | Robertsdale (Alabama)          |                                                    | 30° 36′ 45,4″ N, 87° 38′ 41,6″ O   |
| plateforme Baldpate (en)                                 | 579,7 m                 | 1998  | plateforme offshore | extraction pétrolière                                       | États-Unis | Garden Banks, Golfe du Mexique | Située à environ 193 km des côtes de la Louisiane. |                                    |
| Pylône de WDJR-FM (en)                                   | 579,42 m                | 1978  | Pylône              | transmission hautes et basses fréquences                    | États-Unis | Bethlehem (Floride)            |                                                    | 30° 55′ 12″ N, 85° 44′ 30″ O       |
| Clear Channel Broadcasting Tower Redfield (en)           | 578,8 m                 | 1985  | Pylône              | transmission hautes et basses fréquences                    | États-Unis | Redfield (Arkansas)            |                                                    | 34° 26′ 31″ N, 92° 13′ 04″ O       |
| Pylône de WFMY                                           | 575,9 m                 | 2002  | Pylône              | transmission hautes et basses fréquences                    | États-Unis | Greensboro (Caroline du Nord)  |                                                    | 35° 52′ 13,5″ N, 79° 50′ 24″ O     |
| Pylône de Cox Radio                                      | 572,8 m                 | 2000  | Pylône              | transmission hautes et basses fréquences                    | États-Unis | Shepherd (Texas)               |                                                    | 30° 32′ 07″ N, 95° 01′ 05″ O       |
| Media General Tower Spanish Fort                         | 572,7 m                 | 1986  | Pylône              | transmission hautes et basses fréquences                    | États-Unis | Spanish Fort (Alabama)         |                                                    | 30° 41′ 21″ N, 87° 49′ 49″ O       |
| WFTV Tower Saint Cloud                                   | 571,1 m                 | 2000  | Pylône              | transmission hautes et basses fréquences                    | États-Unis | Saint Cloud (Floride)          |                                                    | 28° 16′ 45,3″ N, 81° 01′ 24″ O     |
| Capstar Radio Operating Gray Court Tower[réf. souhaitée] | 567,1 m                 | 1980  | Pylône              | transmission hautes et basses fréquences                    | États-Unis | Gray Court (Caroline du Sud)   | Démolie.                                           |                                    |
| Pylône de KLKN (en)                                      | 565,1 m                 | 1965  | Pylône              | transmission hautes et basses fréquences                    | États-Unis | Genoa (Nebraska)               |                                                    | 41° 32′ 28″ N, 97° 40′ 46″ O       |
| Pinnacle Towers Tower Princeton                          | 561,3 m                 | 1993  | Pylône              | transmission hautes et basses fréquences                    | États-Unis | Princeton (Floride)            |                                                    | 25° 32′ 25″ N, 80° 28′ 06″ O       |
| Pylône de WTVJ (en)                                      | 561,1 m                 | 1993  | Pylône              | transmission hautes et basses fréquences                    | États-Unis | Princeton (Floride)            |                                                    | 25° 32′ 25″ N, 80° 28′ 06″ O       |
| Pappas Partnership Stations Tower Gretna[réf. souhaitée] | 559,6 m                 | 1985  | Pylône              | transmission hautes et basses fréquences                    | États-Unis | Gretna (Nebraska)              |                                                    | 41° 04′ 15,9″ N, 96° 13′ 32,3″ O   |
| Pylône de KBIM (en)                                      | 559,02 m                | 1965  | Pylône              | transmission hautes et basses fréquences                    | États-Unis | Roswell (Nouveau-Mexique)      |                                                    | 33° 03′ 20″ N, 103° 49′ 14″ O      |
| Tulsa Tower Joint Venture Tower Oneta                    | 559 m                   | 1984  | Pylône              | transmission hautes et basses fréquences                    | États-Unis | Oneta (Oklahoma)               |                                                    | 36° 01′ 15″ N, 95° 40′ 33″ O       |
| Pylône de KTBS (en)                                      | 556,5 m                 | 2003  | Pylône              | transmission hautes et basses fréquences                    | États-Unis | Shreveport (Louisiane)         |                                                    | 32° 41′ 07″ N, 93° 56′ 01″ O       |
| tour CN                                                  | 553,33 m                | 1976  | Tour d'observation  | Observation, transmission radio hautes et basses fréquences | Canada     | Toronto                        |                                                    | 43° 38′ 33,22″ N, 79° 23′ 13,41″ O |

## Entre 500 et 550 mètres
| Nom                                              | Hauteur  | Année | Type                | Utilisation                                                    | Pays       | Ville                            | Remarques                                                                                | Coordonnées                        |  |
| ------------------------------------------------ | -------- | ----- | ------------------- | -------------------------------------------------------------- | ---------- | -------------------------------- | ---------------------------------------------------------------------------------------- | ---------------------------------- |  |
| SBA Towers Tower Hayneville                      | 547,7 m  | 1989  | Pylône              | transmission hautes et basses fréquences                       | États-Unis | Hayneville (Alabama)             |                                                                                          | 32° 08′ 30,2″ N, 86° 44′ 42,1″ O   |  |
| Channel 32 Limited Partnership Tower             | 547,7 m  | 1990  | Pylône              | transmission hautes et basses fréquences                       | États-Unis | Hayneville (Alabama)             |                                                                                          | 32° 08′ 31″ N, 86° 44′ 42″ O       |  |
| Pylône de KATC-TV                                | 546,6 m  | 1978  | Pylône              | transmission hautes et basses fréquences                       | États-Unis | Kaplan (Louisiane)               |                                                                                          | 30° 02′ 20″ N, 92° 22′ 15″ O       |  |
| Cosmos Broadcasting Tower Egypt                  | 546,5 m  | 1981  | Pylône              | transmission hautes et basses fréquences                       | États-Unis | Egypt (Arkansas)                 |                                                                                          | 35° 53′ 22″ N, 90° 56′ 08″ O       |  |
| Raycom Media Tower Mooringsport                  | 545,8 m  | 1975  | Pylône              | transmission hautes et basses fréquences                       | États-Unis | Mooringsport (Louisiane)         |                                                                                          | 32° 40′ 29″ N, 93° 56′ 01″ O       |  |
| Pinnacle Towers Tower Mooringsport               | 542,8 m  | 1985  | Pylône              | transmission hautes et basses fréquences                       | États-Unis | Mooringsport (Louisiane)         |                                                                                          | 32° 39′ 58″ N, 93° 55′ 59″ O       |  |
| One World Trade Center                           | 541,3 m  | 2013  | Gratte-ciel         | bureaux, transmission hautes et basses fréquences              | États-Unis | New York                         | Construit après l'effondrement du World Trade Center sur le même site.                   | 40° 42′ 42″ N, 74° 00′ 45″ O       |  |
| Branch Young Broadcasting Tower                  | 541 m    | ?     | Pylône              | transmission hautes et basses fréquences                       | États-Unis | Branch (Louisiane)               |                                                                                          | 30° 19′ 18″ N, 92° 16′ 58″ O       |  |
| Tour Ostankino                                   | 540,1 m  | 1967  | Tour en béton       | Observation, transmission hautes et basses fréquences          | Russie     | Moscou                           | Rénovée à la suite d'un incendie en 2000.                                                | 55° 49′ 10,94″ N, 37° 36′ 41,79″ E |  |
| Pylône de KLFY (en)                              | 540,1 m  | 1970  | Pylône              | transmission hautes et basses fréquences                       | États-Unis | Maxie (Louisiane)                |                                                                                          | 30° 19′ 21″ N, 92° 22′ 40″ O       |  |
| Tour de Cusseta Richland Towers                  | 538,2 m  | 2005  | Pylône              | transmission hautes et basses fréquences                       | États-Unis | Cusseta (Géorgie)                |                                                                                          | 32° 19′ 16,4″ N, 84° 47′ 28,2″ O   |  |
| Cox Radio Tower Braselton                        | 538 m    | 1984  | Pylône              | transmission hautes et basses fréquences                       | États-Unis | Braselton (Géorgie)              |                                                                                          | 34° 07′ 32″ N, 83° 51′ 32″ O       |  |
| Tour de Elgin de American Towers                 | 537,7 m  | 2001  | Pylône              | transmission hautes et basses fréquences                       | États-Unis | Elgin (Caroline du Sud)          | Également connue sous le nom de WOLO TV Tower.                                           | 34° 06′ 58,4″ N, 80° 45′ 49,9″ O   |  |
| Alabama Telecasters Tower                        | 535,5 m  | 1995  | Pylône              | transmission hautes et basses fréquences                       | États-Unis | Gordonville (Alabama)            |                                                                                          | 32° 08′ 58″ N, 86° 46′ 51″ O       |  |
| WIMZ-FM-Tower                                    | 534,01 m | 1963  | Pylône              | transmission hautes et basses fréquences                       | États-Unis | Knoxville, Tennessee             | Également connue sous le nom de WBIR TV mast, plus haute structure du monde en 1963.     | 36° 08′ 05,49″ N, 83° 43′ 28,01″ O |  |
| Capitol Broadcasting Tower Broadway (en)         | 533,1 m  | 1985  | Pylône              | transmission hautes et basses fréquences                       | États-Unis | Broadway (Caroline du Nord)      |                                                                                          | 35° 30′ 45″ N, 78° 58′ 40″ O       |  |
| Capitol Broadcasting Tower Columbia (en)         | 533,1 m  | 2000  | Pylône              | transmission hautes et basses fréquences                       | États-Unis | Columbia (Caroline du Nord)      |                                                                                          | 35° 30′ 44″ N, 78° 58′ 41″ O       |  |
| Ray-com Media Tower Cusseta                      | 533 m    | 1962  | Pylône              | transmission hautes et basses fréquences                       | États-Unis | Cusseta (Géorgie)                | Également connu sous le nom de WTVM TV mast, plus haute structure du monde en 1962–1963. | 32° 19′ 25,09″ N, 84° 46′ 45,07″ O |  |
| WAVE-Mast (en)                                   | 530,05 m | 1990  | Pylône              | transmission hautes et basses fréquences                       | États-Unis | La Grange (Kentucky)             |                                                                                          | 38° 27′ 23″ N, 85° 25′ 28″ O       |  |
| CTF Finance Centre                               | 530 m    | 2015  | Gratte-ciel         | hôtellerie, résidentiel, bureaux                               | Chine      | Guangzhou                        | Dépassé en 2014.                                                                         | 23° 07′ 13″ N, 113° 19′ 14″ E      |  |
| Louisiane Television Broadcasting Tower Sunshine | 529,4 m  | 1972  | Pylône              | transmission hautes et basses fréquences                       | États-Unis | Sunshine (Louisiane)             |                                                                                          | 30° 17′ 49″ N, 91° 11′ 37″ O       |  |
| Plateforme Bullwinkle (en)                       | 529,1 m  | 1989  | plateforme offshore | extraction pétrolière                                          | États-Unis | Manatee Field, Golfe du Mexique  | Située à environ 260 km au sud-ouest de la Nouvelle-Orléans                              |                                    |  |
| Pinnacle Towers Tower Addis                      | 528,8 m  | 1986  | Pylône              | transmission hautes et basses fréquences                       | États-Unis | Addis (Louisiane)                |                                                                                          | 30° 19′ 35″ N, 91° 16′ 36″ O       |  |
| Richland Towers Tower Cedar Hill                 | 527,6 m  | 2004  | Pylône              | transmission hautes et basses fréquences                       | États-Unis | Cedar Hill (Texas)               |                                                                                          | 32° 35′ 02,7″ N, 96° 57′ 48,8″ O   |  |
| Willis Tower (anciennement Sears Tower)          | 527,3 m  | 1974  | Gratte-ciel         | bureaux, observation, transmission hautes et basses fréquences | États-Unis | Chicago                          | Plus haut gratte-ciel du monde de 1974 à 1998.                                           | 41° 52′ 44,1″ N, 87° 38′ 10,2″ O   |  |
| World Trade Center, tour 1                       | 526,3 m  | 1973  | Gratte-ciel         | bureaux, transmission hautes et basses fréquences              | États-Unis | New York                         | Détruite lors des attentats du 11 septembre 2001.                                        | 40° 42′ 42″ N, 74° 00′ 45″ O       |  |
| Pylône de WAFB à Baton Rouge (en)                | 525,8 m  | 1965  | Pylône              | transmission hautes et basses fréquences                       | États-Unis | Baton Rouge                      |                                                                                          | 30° 21′ 59″ N, 91° 12′ 47″ O       |  |
| WAEO Tower                                       | 524,5 m  | 1966  | Pylône              | transmission hautes et basses fréquences                       | États-Unis | Starks (Wisconsin)               | Détruite le 17 novembre 1968 en raison d'une collision avec un avion.                    |                                    |  |
| Media Venture Tower                              | 522,5 m  | 1999  | Pylône              | transmission hautes et basses fréquences                       | États-Unis | Fincher (Floride)                |                                                                                          | 30° 40′ 07″ N, 83° 58′ 10″ O       |  |
| Media Venture Management Tower Fincher           | 522,5 m  | 1999  | Pylône              | transmission hautes et basses fréquences                       | États-Unis | Fincher (Floride)                |                                                                                          |                                    |  |
| Orlando Hearst Argyle Television Tower           | 522,5 m  | 1980  | Pylône              | transmission hautes et basses fréquences                       | États-Unis | Orange City (Floride)            | D'une hauteur de 510,5 m de nos jours.                                                   | 28° 56′ 16″ N, 81° 18′ 57″ O       |  |
| Pinnacle Towers Tower Moody                      | 522,4 m  | 1988  | Pylône              | transmission hautes et basses fréquences                       | États-Unis | Moody (Texas)                    |                                                                                          | 31° 18′ 54″ N, 97° 19′ 37″ O       |  |
| Clear Channel Broadcasting Tower Rosinton        | 520,3 m  | 1981  | Pylône              | transmission hautes et basses fréquences                       | États-Unis | Rosinton (Alabama)               |                                                                                          |                                    |  |
| Pacific and Southern Company Tower Lugoff        | 520,2 m  | 1985  | Pylône              | transmission hautes et basses fréquences                       | États-Unis | Lugoff (Caroline du Sud)         |                                                                                          | 34° 05′ 50″ N, 80° 45′ 50″ O       |  |
| Young Broadcasting Tower Garden City             | 519,7 m  | 1978  | Pylône              | transmission hautes et basses fréquences                       | États-Unis | Garden City (Dakota du Sud)      |                                                                                          | 44° 57′ 56″ N, 97° 35′ 23″ O       |  |
| Gray Television Tower Carlos                     | 519,7 m  | 1983  | Pylône              | transmission hautes et basses fréquences                       | États-Unis | Carlos (Texas)                   |                                                                                          | 30° 33′ 17″ N, 96° 01′ 52″ O       |  |
| South Dakota Public Broadcasting Network Tower   | 516,7 m  | 1974  | Pylône              | transmission hautes et basses fréquences                       | États-Unis | Faith (Dakota du Sud)            |                                                                                          | 45° 03′ 14″ N, 102° 15′ 49″ O      |  |
| Spectra Site Communications Tower Orange City    | 516,6 m  | 1984  | Pylône              | transmission hautes et basses fréquences                       | États-Unis | Orange City (Floride)            | Hauteur réduite à 512,7 mètres.                                                          | 28° 55′ 11,1″ N, 81° 19′ 07″ O     |  |
| Christmas Brown Road Tower                       | 516,6 m  | 2001  | Pylône              | transmission hautes et basses fréquences                       | États-Unis | Christmas (Floride)              |                                                                                          | 28° 36′ 36″ N, 81° 03′ 34″ O       |  |
| Gray Television Tower Madill                     | 516,3 m  | 1984  | Pylône              | transmission hautes et basses fréquences                       | États-Unis | Madill (Oklahoma)                |                                                                                          | 34° 01′ 58″ N, 96° 48′ 01″ O       |  |
| American Tower Christmas                         | 513,3 m  | 2001  | Pylône              | transmission hautes et basses fréquences                       | États-Unis | Christmas (Floride)              |                                                                                          | 28° 34′ 53″ N, 81° 04′ 29″ O       |  |
| Richland Towers Bithlo                           | 512,7 m  | 2002  | Pylône              | transmission hautes et basses fréquences                       | États-Unis | Bithlo (Floride)                 |                                                                                          | 28° 35′ 12,6″ N, 81° 04′ 57,5″ O   |  |
| Northland Television Tower Rhinelander           | 512,6 m  | 1979  | Pylône              | transmission hautes et basses fréquences                       | États-Unis | Rhinelander (Wisconsin)          |                                                                                          | 45° 40′ 03″ N, 89° 12′ 29″ O       |  |
| Gray Television Tower Moody                      | 511,8 m  | 1978  | Pylône              | transmission hautes et basses fréquences                       | États-Unis | Moody (Texas)                    |                                                                                          | 31° 19′ 20″ N, 97° 19′ 03″ O       |  |
| KFVS TV Mast                                     | 511,1 m  | 1960  | Pylône              | transmission hautes et basses fréquences                       | États-Unis | Cape Girardeau County (Missouri) | Plus haute structure du monde en 1960–1961                                               | 37° 25′ 44,5″ N, 89° 30′ 13,84″ O  |  |
| Taipei 101                                       | 509,2 m  | 2004  | Gratte-ciel         | bureaux, observation, transmission hautes et basses fréquences | Taïwan     | Taipei                           | Plus haut gratte-ciel du monde de 2004 à 2007.                                           | 25° 02′ 01″ N, 121° 33′ 52″ E      |  |
| Cox Radio Tower Verna                            | 508,1 m  | 1994  | Pylône              | transmission hautes et basses fréquences                       | États-Unis | Verna (Floride)                  |                                                                                          | 27° 24′ 31,2″ N, 82° 14′ 59,3″ O   |  |
| Pylône de WMTW (en)                              | 508,1 m  | 2001  | Pylône              | transmission hautes et basses fréquences                       | États-Unis | Baldwin (Maine)                  |                                                                                          | 43° 50′ 44″ N, 70° 45′ 41″ O       |  |
| American Towers Tower Cedar Hill                 | 506,2 m  | 1999  | Pylône              | transmission hautes et basses fréquences                       | États-Unis | Cedar Hill (Texas)               |                                                                                          | 32° 35′ 20″ N, 96° 58′ 05,9″ O     |  |
| American Towers Tower Oklahoma City              | 502 m    | 1999  | Pylône              | transmission hautes et basses fréquences                       | États-Unis | Oklahoma City (Oklahoma)         |                                                                                          | 35° 35′ 52,1″ N, 97° 29′ 23,2″ O   |  |
| Tour de l'université de Caroline du Nord         | 500,5 m  | 2000  | Pylône              | transmission hautes et basses fréquences                       | États-Unis | Columbia (Caroline du Nord)      |                                                                                          | 35° 54′ 01″ N, 76° 20′ 44″ O       |  |

## Plus de 500 mètres en construction

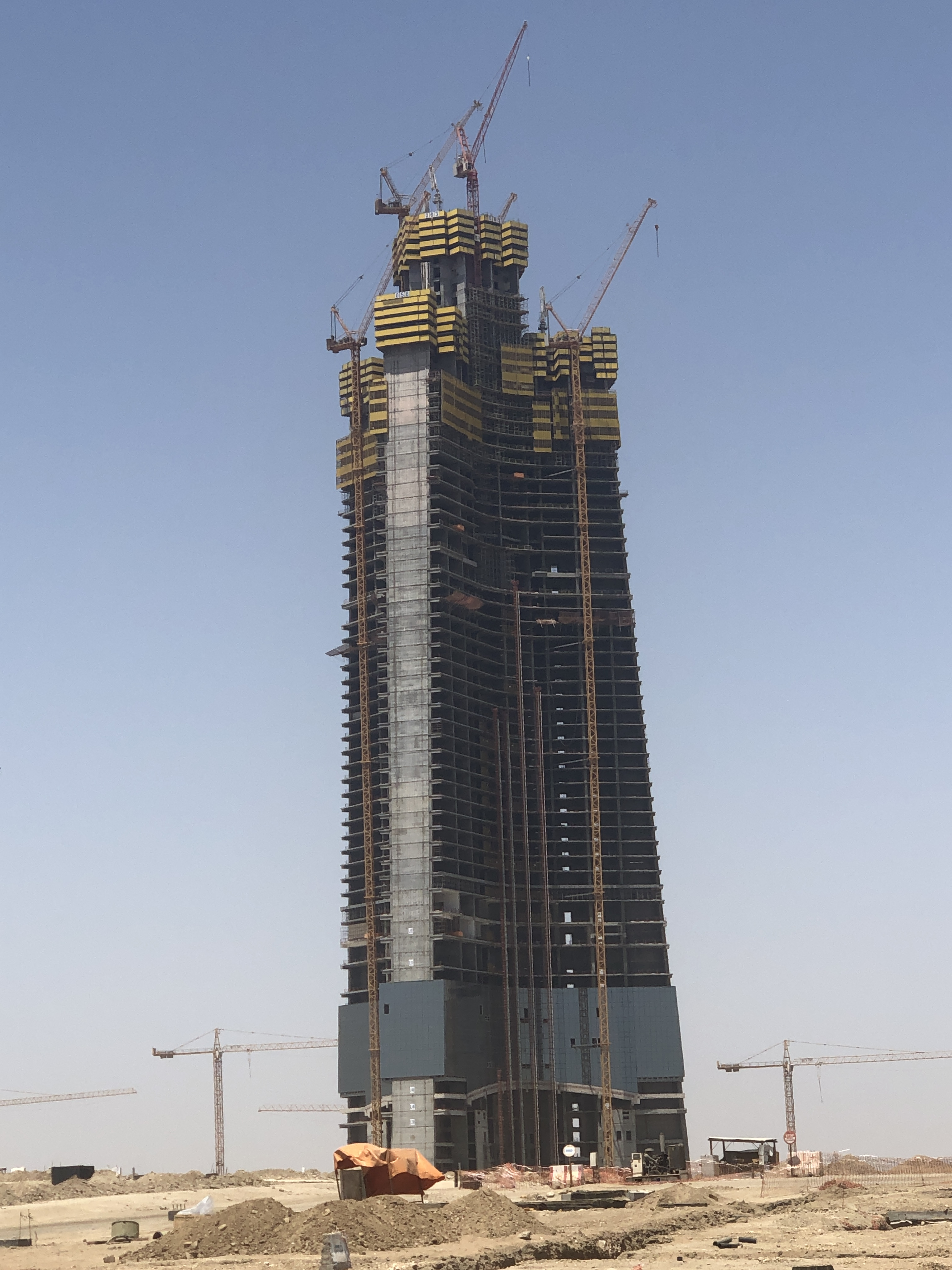
État de la construction de la Tour de Djeddah en août 2019.

| Nom                     | Hauteur prévue | Année prévue | Type                                                                        | Pays                | Ville              | Remarques                                                                      |
| ----------------------- | -------------- | ------------ | --------------------------------------------------------------------------- | ------------------- | ------------------ | ------------------------------------------------------------------------------ |
| Tour Rise               | 2000 m         | ?            |                                                                             | Arabie saoudite     | Ryad               |                                                                                |
| Dubai Creek Tower       | 1300 m         | ?            | Observation, transmissions hautes et basses fréquences, restaurants, hôtels | Émirats arabes unis | Dubaï              | Fondation construite, mais reconception en cours avec une hauteur plus faible. |
| Tour de Djeddah         | 1008 m         | ?            | Gratte-ciel                                                                 | Arabie saoudite     | Djeddah            |                                                                                |
| Oblisco Capitale (en)   | 1000 m         | ?            | Gratte-ciel                                                                 | Égypte              | Caire              | Projet                                                                         |
| Goldin Finance 117      | 597 m          | ?            | Gratte-ciel                                                                 | Chine               | Tianjin            | Construction suspendue.                                                        |
| Senna Tower             | 544 m          |              |                                                                             | Brésil              | Balneário Camboriú |                                                                                |
| Dalian Greenland Center | 518 m          | ?            | Gratte-ciel                                                                 | Chine               | Dalian             | Construction suspendue.                                                        |
| Evergrande IFC          | 518 m          | 2025         | Gratte-ciel                                                                 | Chine               | Hefei              | Construction suspendue.                                                        |
| Pentominium             | 516 m          | ?            | Gratte-ciel                                                                 | Émirats arabes unis | Dubaï              | Construction suspendue.                                                        |